# Путь (фильм, 2009)
«Путь» — российский фильм в жанре боевика. Производство кинокомпании Way Film. Премьера в России — 21 мая 2009 года. Фильм снят по мотивам романа «Судный день» Александра Червоненко, который выступил и соавтором сценария фильма. Главные роли в фильме исполняют российские спортсмены, а также американские актёры. Съёмки фильма проходили в России, Китае, Таиланде и США. В сценах поединков принимают участие монахи шаолиньского монастыря. В фильме задействовано большое количество диких животных. Картина затрагивает проблемы становления личности в условиях жёсткой социальной адаптации и вопросы выбора единственно правильного пути.

## Сюжет
В основу сюжета положены две параллельно и независимо развивающиеся судьбы — простого московского парня (Алексей), попавшего в плохую компанию, и азиатского мальчика (Чен), ворующего на рынке.
Оба молодых человека встречают каждый своего наставника, и их жизненные пути меняются для того, чтобы в итоге пересечься. Алексей (Дмитрий Носов) попал к учителю и стал усиленно заниматься в спортивной школе, тренируя силу и волю. Чен (Джамал Ажигирей) стал учеником шаолиньского монаха и начал постигать тонкую материю духовного и физического единения, укрепляя себя и свой дух.
Спустя годы Алексей нашёл своё боевое призвание — он возглавил особую боевую группу Z, которая должна выполнить сверхзадачу. Им предстоит обезглавить и уничтожить террористическую организацию, которая с помощью похищенных спутниковых кодов проводит через границы караваны по наркотрафику. Здесь судьбы героев пересекаются, и Чен становится духовным и боевым наставником Алексея. Постигая великие тайны боевого искусства Шаолиня, каждый из героев выполняет своё предназначение и проходит свой Путь.

## В ролях
- Дмитрий Носов — Алексей
- Дмитрий Максимов — Трифон
- Максим Тынянов — Харитон
- Иван Кокорин — Тофик
- Ирина Чащина — Настя
- Олег Тактаров — полковник Дилов
- Алик Гульханов — террорист Де Шерг
- Василий Стоноженко — Усатый Хосе
- Лада Дэнс — певица в клубе
- Николай Валуев — «Зверь», заключённый
- Артём Михалков — Дима
- Александр Яцко — полковник Хомчик
- Михаил Горевой — человек в чёрном
- Ренат Лайшев — директор школы самбо
- Валерий Баринов — генерал-лейтенант
- Валерий Востротин — генерал в штабе
- Майкл Мэдсен — командир американского авианосца
- Джамал Ажигирей — Чен
- Борис Миронов — «Папик»
- Ольга Зайцева — Света, старший лейтенант медицинской службы
- Олег Шаров — «Дамо»
- Владимир Денисов — «Плаха»
- Елена Нелидова — «Жучка»
- Алексей Орлов — Алексей в юности
- Владимир Смирнов — Дима в юности

## Съёмочная группа
- Авторы сценария: Александр Червоненко, Искандер Галиев
- Режиссёр: Владимир Пасичник
- Продюсеры: Искандер Галиев, Роман Комков
- Оператор-постановщик: Виталий Коневцов
- Композитор: Марат Файзуллин
- Постановщик трюков: Сергей Воробьёв

## Процесс съёмок
Съёмки проходили в Москве, Китае, в тайских джунглях на границе с Мьянмой и в США, сам процесс был очень трудоёмким. Съёмочная группа постоянно подвергалась опасности: сложные трюки со взрывами, высадка десанта, стрельба, работа в настоящих джунглях при невыносимо высокой температуре, съёмка сцен на границе с Мьянмой, ситуация на которой очень не спокойная.
Мьянма находится на военном положении, и большинство населения вооружено. Часто на холостые выстрелы пиротехники из джунглей раздавались настоящие выстрелы.

Я получил огромное удовольствие от работы над этим проектом. Это «кино с мужским характером» — про настоящих парней и, я бы сказал, для настоящих парней! Съёмки превратились в захватывающее приключение — в команде прекрасных людей, профессионалов. Кроме того, мне, человеку «от спорта», особенно приятно было видеть на одной съёмочной площадке такое количество коллег-спортсменов. Фильм несёт в себе хороший здоровый дух — подобных фильмов, как мне кажется, давно не было в отечественном кинопрокате. —  Дмитрий Носов 
Для полноценного сплочения коллектива главных актёров (актёры Дмитрий Носов, Дмитрий Максимов, Иван Кокорин, Максим Тынянов) поместили в воинскую часть спецназа. Ребятам пришлось пройти полный курс подготовки настоящих бойцов специальных войск. Они учились стрелять из положения лёжа, драться на ножах, ползали в грязи, бегали кроссы, жили в казармах и ели настоящую солдатскую пищу.
Для съёмок на авианосце группа выехала в Сан-Диего, где и был пришвартован этот корабль.
Для съёмки широких планов понадобился вертолёт. Власти Таиланда неохотно выделили неисправный вертолёт, который при заходе на посадку давал сбой. С трудом удалось заснять необходимые кадры и успешно посадить его на военный аэродром.
В Китае были сняты несколько сцен на Великой Китайской стене и на территории Шаолиньского монастыря. Для получения разрешения на эти съёмки пришлось переводить весь сценарий на китайский язык и получать особое разрешение от министерства культуры Китая. В итоге, съёмочная группа оказалась первой российской группой, которой разрешили снимать шаолиньских монахов До этого момента запрет на съёмку монахов монастыря держался очень долго.
Для воссоздания реальной атмосферы 1990-х годов съёмочная группа отыскала и отреставрировала уникальную и редкую модель автомобиля — BMW-635 1986 года, а специально для съёмок на заказ была сшита одежда того времени специалистами дизайнерского бюро «GRECOFF».
Картина претендует на включение в книгу рекордов Гинесса по числу спортивных звёзд, участвовавших в съёмках.

## Задействованные спортсмены
- Дмитрий Носов — заслуженный мастер спорта по дзюдо. Мастер спорта по самбо. Бронзовый призёр 28 Олимпийских игр (Афины, 2004) по дзюдо. Победитель первенства мира по самбо.
- Николай Валуев — чемпион мира по боксу.
- Дмитрий Максимов — заслуженный мастер спорта по самбо. Мастер спорта международного класса по дзюдо. Двукратный чемпион мира по самбо. Участник 28 Олимпийских игр (Афины, 2004) по дзюдо.
- Сурен Балачинский — заслуженный мастер спорта по самбо. Двукратный чемпион мира по самбо.
- Ирина Чащина — заслуженный мастер спорта по художественной гимнастике. Серебряный призёр 28 Олимпийских игр (Афины 2004). Двукратная чемпионка мира по художественной гимнастике.
- Олег Тактаров — мастер спорта международного класса по самбо, победитель турниров по джиу-джитсу и смешанным единоборствам, в том числе UFC.
- Джамал Ажигирей — мастер спорта международного класса. Тренер высшей категории по ушу. 10-кратный чемпион России. Неоднократный чемпион Европы.
- Алексей Орешкин — мастер спорта международного класса по самбо. Победитель первенства мира по самбо.
- Евгений Шпагин — мастер спорта международного класса по самбо. Победитель Первенства Мира по самбо.
- Максим Тынянов — мастер спорта по плаванию.
- Алик Гульханов — мастер спорта по рукопашному бою.
- Ренат Лайшев — мастер спорта по борьбе самбо. Многократный чемпион и призёр чемпионатов Москвы. Заслуженный тренер России.
- Эльмира Заболотнева — мастер спорта по художественной гимнастике СССР.
- Михаил Кошенков — основатель Федерации Айкидо Рен Ва Кай в России, вице-президент Международной федерации профессиональных клубов айкидо. Мастер спорта по самбо, чёрный пояс карате Кёкусинкай, IV дан айкидо.
- Алексей Орлов — кандидат в мастера спорта по самбо и дзюдо.
- Юрий Федоришин — мастер спорта СССР по рукопашному бою, 8-кратный чемпион Украины по карате и рукопашному бою. Обладает VIII даном карате Кёкусинкай. VI даном джиу-джитсу.
- Максим Ширяев — мастер спорта по дзюдо и самбо. Двукратный бронзовый призёр чемпионатов мира по самбо. Двукратный бронзовый призёр чемпионатов Европы по самбо.
- Сергей Бутрин — мастер спорта по самбо. Мастер спорта по дзюдо. Серебряный призёр по карате «фул-контакт» в Лондоне в 1993 г. Чемпион «Динамо» по рукопашному бою с 1984—1989 г. Чемпион Высшей школы КГБ по самбо.
- Олег Шаров — мастер спорта по самбо. Победитель первенства СССР по самбо 1986 г.
- Виталий Хайлов — мастер спорта по рукопашному бою спецназа. Участник чемпионата России 2005 г.

## Животные на съёмках
Тигр, принимавший участие в съёмках, был практически дикий — его взяли в местном цирке. Для большей достоверности съёмок тигр свободно разгуливал по площадке, из-за чего всей группе пришлось время от времени сидеть в специальных клетках.
Слоны, которые участвовали в фильме, услышав взрывы пиротехники, в панике бросались убегать, давя всё на своем пути. Проблему приручения слонов так и не удалось решить и съёмки продолжались с риском для жизни актёров.
Один из буйволов, весь день съёмки стоявших в реке, не выдержал долгого съёмочного дня и умер. Крестьянин, которому принадлежал буйвол, был очень расстроен и требовал возмещения убытка. В процессе выяснения причин, поведших за собой смерть животного, удалось установить, что буйвол был уже болен ещё до съёмок и крестьянин попросту не уследил за животным.
Также съёмочную группу окружало большое количество ядовитых животных. Скорпионы и кровососущие насекомые не останавливались даже перед специальной защитной одеждой. Оператора укусила змея, что вывело его из строя на несколько дней.